# Karlstein am Main
Karlstein am Main is een gemeente in de Duitse deelstaat Beieren, en maakt deel uit van het Landkreis Aschaffenburg.
Karlstein am Main telt 8.022 inwoners.
In 1743, tijdens de Oostenrijkse Successieoorlog, vond bij het plaatsje Detten (nu een stadsdeel van Karlstein) de Slag bij Dettingen plaats.
Alzenau in Unterfranken ·
Bessenbach ·
Blankenbach ·
Dammbach ·
Geiselbach ·
Glattbach ·
Goldbach ·
Großostheim ·
Haibach ·
Heigenbrücken ·
Heimbuchenthal ·
Heinrichsthal ·
Hösbach ·
Johannesberg ·
Kahl am Main ·
Karlstein am Main ·
Kleinkahl ·
Kleinostheim ·
Krombach ·
Laufach ·
Mainaschaff ·
Mespelbrunn ·
Mömbris ·
Rothenbuch ·
Sailauf ·
Schöllkrippen ·
Sommerkahl ·
Stockstadt am Main ·
Waldaschaff ·
Weibersbrunn ·
Westerngrund ·
Wiesen